# Pekan
Huyện Pekan là một huyện thuộc bang Pahang của Malaysia. Huyện Pekan có dân số thời điểm năm 2010 ước tính khoảng 105822 người.